# Geophis maculiferus
Geophis maculiferus este o specie de șerpi din genul Geophis, familia Colubridae, descrisă de Taylor 1941. Conform Catalogue of Life specia Geophis maculiferus nu are subspecii cunoscute.